# Emile Jaensch
E.R. (Emile) Jaensch (Rotterdam, 24 augustus 1968) is een Nederlandse bestuurder en VVD-politicus. Sinds 15 februari 2016 is hij burgemeester van Oegstgeest.

## Loopbaan
Na het vwo studeerde Jaensch politicologie aan de Vrije Universiteit Amsterdam. Daarna was hij van 1996 tot 2001 en van 2006 tot 2007 organisatieadviseur bij PricewaterhouseCoopers en KplusV. Hij was van 2002 tot 2006 stadsdeelvoorzitter van Amsterdam Oud-Zuid en van 2007 tot 2016 dagelijks bestuurder van Amsterdam-Zuidoost. Sinds 15 februari 2016 is hij burgemeester van Oegstgeest.
Daarnaast is Jaensch lid van van het algemeen bestuur van de Veiligheidsregio Hollands Midden (VRHM), lid van het comité van aanbeveling van het Nederlands Studenten Orkest, lid van het Comité van Aanbeveling van het Oegstgeester Dictee, lid van het dagelijks bestuur van Holland Rijnland met in zijn portefeuille Wonen, Bestuur & Middelen en Natuur, Landschap en Recreatie, lid van de Stuurgroep van de Zorg- en Veiligheidshuis Hollands-Midden en bestuurslid van de Vereniging van Zuid Hollandse Gemeenten (VZHG).